# Akira (Manga)

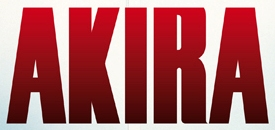
Logo von Akira

Akira (jap. アキラ) ist ein 1982 begonnener und 1990 abgeschlossener Manga von Katsuhiro Otomo, der 1988 von diesem auch als Anime-Kinofilm Akira umgesetzt wurde. Er gilt als bedeutender, stil- und genreprägender japanischer Comic und spielte für die Verbreitung von Manga und Anime im Westen eine Schlüsselrolle, unter anderem war er die erste in Deutschland komplett veröffentlichte Manga-Serie.
Die Geschichte handelt von Jugendlichen in einem postapokalyptischen, wiederaufgebauten Tokio der nahen Zukunft. Diese leben in Motorradbanden, bis einer von ihnen übernatürliche Fähigkeiten erwirbt, was zusammen mit einem militärischen Forschungsprojekt an diesen Fähigkeiten und politischen Intrigen zu immer größeren Zerstörungen und Katastrophen führt. Schließlich taucht derjenige wieder auf, der die erste Zerstörung Tokios verursachte – Akira – und wirkt am weiteren Geschehen mit.

## Handlung
1982 wird Tokio durch eine atomare Explosion zerstört, die den Dritten Weltkrieg auslöst. Im Jahr 2019 wurde die Stadt als Neo-Tokyo auf einer künstlichen Insel in der Bucht von Tokio wiederaufgebaut, doch Terrorismus und Bandenkriminalität greifen in der Stadt um sich. Tetsuo Shima (島 鉄雄) ist Mitglied einer Bōsōzoku-Bande, die angeführt wird von Shōtarō Kaneda (金田 正太郎). Während einer Fahrt durch die Ruinen des alten Tokio explodiert sein Motorrad, als er auf den kindlich aussehenden Takashi zufährt – ein Mensch mit übernatürlichen Fähigkeiten. Dieser Zwischenfall weckt auch in Tetsuo übernatürliche Kräfte und lenkt damit auch die Aufmerksamkeit eines militärischen Forschungsprojekts unter Oberst Shikishima (敷島 大佐) auf ihn. Mit zunehmenden Fähigkeiten nimmt Tetsuos Minderwertigkeitskomplex gegenüber Kaneda, der ihn bisher stets beschützen musste, überhand, bis Tetsuo schließlich Anführer der gegnerischen Clown-Bande wird.
Währenddessen nimmt Kaneda eine Beziehung zur Terroristin Kei auf. Sie ist Mitglied einer Organisation, die vom Widerständler Ryu und Nezu, dem Oppositionsführer im Parlament, angeführt wird. Diese erfahren vom Forschungsprojekt des Obersts und einer Verbindung zu einer mysteriösen Person namens „Akira“. Sie wollen diese Informationen politisch nutzen. Kaneda versuchen sie aus den Aktivitäten ihrer Organisation herauszuhalten. Als Tetsuo mit den Clowns brutale Revierkämpfe in der ganzen Stadt beginnt, schließen sich die anderen Banden unter Kaneda gegen sie zusammen. Zwar werden die Clowns leicht besiegt, doch Tetsuo ist wegen seiner Kräfte unbesiegbar. Diese Kräfte verursachen ihm aber auch große Schmerzen. Schließlich werden die kämpfenden Banden vom Militär in Gewahrsam genommen und der Oberst bietet Tetsuo Medikamente an, wenn er in das Forschungsprojekt einsteigt.
In Gefangenschaft wird Kei von einem der anderen übernatürlich Befähigten, Kiyoko, besessen. So kann sie sich selbst und Kaneda befreien. Tetsuo fragt einen der Forscher über Akira aus und zwingt ihn dann, zu den anderen Menschen mit übernatürlichen Fähigkeiten gebracht zu werden. Diese drei sind Takashi, Kiyoko und Masaru. Kaneda und Kei kommen hinzu und es entbrennt ein Kampf. Tetsuo erfährt, dass Akira – eine weitere Versuchsperson, die die Explosion in Tokio auslöste – eingefroren nahe dem neuen Olympiastadion aufbewahrt wird. Er macht sich auf dem Weg dorthin und dringt am nächsten Tag in die dortige Militärbasis ein. Der Oberst folgt ihm und versucht Tetsuo von seinem Plan, Akira zu wecken, abzubringen. Auch Kaneda und Kei dringen in die Basis ein und werden Zeuge, wie Tetsuo die Versiegelung Akiras aufbricht. Dieser erscheint zunächst wie ein normaler Junge. Doch das Militär löst in Neo-Tokyo Alarm aus und setzt alle Kräfte gegen die beiden ein. So lässt der Oberst schließlich den Laser-Satelliten SOL auf Tetsuo und Akira richten, kann jedoch auch damit nur Tetsuos Arm verletzen. In der Explosion verschwindet Tetsuo. Akira trifft auf Kaneda und Kei.
Die Drei gehen zurück nach Neo-Tokyo. Der Oberst lässt nach Akira suchen, unter anderem durch Lady Miyako, die ebenfalls übernatürliche Fähigkeiten hat. Kaneda, Kei, Akira und die Terroristin Chiyoko kommen auf Nezus Yacht unter. Doch dieser verrät sie und entführt Akira, um ihn für seine eigenen Zwecke zu nutzen. In Nezus Anwesen können die Drei Akira wieder befreien. Währenddessen hat der Oberst genug von der zaghaften Reaktion der Regierung auf den Alarm – er putscht und stellt die Stadt unter Kriegsrecht. Gemeinsam mit Lady Miyakos Anhängern und Nezus Privatarmee durchsuchen die Männer des Obersts die Stadt nach Kaneda, Kei, Chiyoko und Akira. In einem Abwasserkanal werden sie umstellt und der Oberst lässt sie festnehmen. Nezu will Akira erschießen, damit er nicht in die Hände der Regierung fällt. Doch die Soldaten des Obersts töten ihn, Nezus Kugel verfehlt Akira und trifft Takashi. Der Schock von Takashis Tod lässt Akira eine zweite atomare Explosion auslösen, die Neo-Tokyo zerstört. Kei, Ryu, Chiyoko, der Oberst und die übernatürlich Begabten überleben, Kaneda ist verschwunden. Akira trifft auf den bis dahin verschwundenen Tetsuo.
Einige Zeit nach der Explosion erreicht eine amerikanische Militärexpedition unter Oberleutnant Yamada die Ruinen von Neo-Tokyo. Sie finden die überlebende Bevölkerung der Stadt in zwei Lager aufgespalten: Die Anhänger von Lady Miyako, die Nahrung und Medikamente organisieren und verteilen; und das von Akira und Tetsuo angeführte Große Reich von Tokio. Sie werden von ihren Gefolgsleuten als Götter verehrt, die Wunder bewirken. Das Reich greift immer wieder die anderen Bewohner an und alle, die sie angreifen, werden von den Kräften Tetsuos vernichtet. Auch Kiyoko und Masaru werden zum Ziel der Angriffe des Reiches. Sie und Kei, Chiyoko und der Oberst schließen sich Lady Miyako an. Oberleutnant Yamada nimmt Kontakt zu Ryu auf und tauscht mit ihm Informationen aus. Nahe der Stadt hat, unbemerkt von dessen Bewohnern, eine amerikanische Flotte Stellung bezogen.
Tetsuo bedarf immer mehr der Medikamente der Regierung, um seine Schmerzen zu unterdrücken. Er sucht Lady Miyako auf und erfährt dort von der Geschichte Akiras. Sie rät ihm, die Medikamente abzusetzen, um so noch stärker zu werden. Der Entzug quält Tetsuo, während einer seiner Untergebenen die Anhänger des Reiches zu einem Angriff gegen Miyakos Tempel führt. Als der Oberst SOL gegen die Angreifer einsetzt, öffnet sich ein Riss im Himmel. Aus diesem fallen massenweise Trümmer der Explosion, die die Stadt zerstörte, sowie Kaneda. Dieser schließt sich Kei und den anderen an, um gegen das Große Reich von Tokio zu kämpfen. Zugleich treffen Wissenschaftler auf der amerikanischen Flotte ein, um die Ereignisse von Neo-Tokyo zu analysieren. Sie fassen den Plan, Akira und Tetsuo mit biologischen Waffen zu töten. Dies führt zum Zerwürfnis zwischen Ryu und Oberleutnant Yamada, der daraufhin zur Flotte zurückkehrt.
Um ihre Macht zu demonstrieren, veranstalten Tetsuo und Akira einen Wettbewerb im Olympiastadion. Am Höhepunkt des Wettstreits reißt Tetsuo mit seinen Kräften einen Krater in den Mond, dessen Trümmer einen Ring um den Mond bilden. Doch dieser massive Einsatz seiner Kräfte führt dazu, dass diese außer Kontrolle geraten. Sie werden stärker, treten aus seinem Körper heraus und verschlingen ihn umgebende Objekte. Beliebige Materialien werden in Fleisch verwandelt und zu einem Teil seines Körpers. Tetsuo greift die Flotte an, um die Wissenschaftler aufzuhalten. Es kommt zu einem Kampf zwischen ihm und der US-Marine. Bald stößt die von Lady Miyako besessene Kei dazu, um gegen Tetsuo zu kämpfen. Währenddessen greifen Kaneda und seine Motorradbande das Reich von Tokio im Stadion an.
Als der Kampf im Stadion anhält, kehrt Tetsuo dorthin zurück. Doch seine Kräfte geraten völlig außer Kontrolle und sein Körper mutiert bis hin zu einer Fötus-Form. Den folgenden Angriff der Soldaten von Yamada mit biologischen Waffen kann er dennoch absorbieren und danach die Kontrolle über seine Kräfte zurückgewinnen. Yamada und seine Truppe werden von ihm getötet und auch einem erneuten Angriff mit SOL kann Tetsuo entkommen. Es kommt zum Kampf von Kaneda und Kei gegen Tetsuo. Dieser wird von einem Eingreifen der US-Armee unterbrochen, die die ganze Stadt bombardiert und ihren eigenen Laser-Satelliten einsetzt, um Tetsuo irgendwie zu töten. Dieser jedoch schlägt den Satelliten herunter auf den Flugzeugträger der Flotte. Als der Angriff damit beendet ist, versucht Tetsuo, das Mädchen Kaori wiederzubeleben. Kaori wurde während des Kampfes getötet, doch die Wiederbelebung gelingt ihm trotz seiner Kräfte nicht. Ihren Körper bringt er in die kryogenische Kammer, in der Akira versiegelt war.
Kaneda und seine Freunde treten wieder zum Kampf gegen Tetsuo an, der erneut die Kontrolle über seine Kräfte verliert und mutiert. Nun nimmt dies für ihn tödliche Ausmaße an. Tetsuo schleudert die riesige kryogenische Kammer auf den Tempel von Miyako, die dadurch stirbt. Doch zuvor kann sie noch Kei befähigen, SOL auf Tetsuo zu richten. Der Angriff löst einen weiteren Schub in Tetsuos Fähigkeiten aus, der in einer Explosion ähnlich der Akiras gipfelt. Doch die anderen Menschen mit übernatürlichen Fähigkeiten, Kiyoko, Masaru, Akira und der wiederbelebte Takashi, können die Explosion aufheben und den Kampf beenden. Die Vereinten Nationen senden Hilfstruppen nach Neo-Tokyo, doch diese werden dort zurückgewiesen. Kaneda und seine Freunde erklären die Unabhängigkeit des Großen Reichs von Tokio und warnen die Truppen der Vereinten Nationen, dass Akira noch immer lebe. Mit ihrem früheren Gegner, dem Oberst, schließen Kaneda und Kei Frieden und leben von da an gemeinsam in Neo-Tokyo, das aus den Ruinen wiederaufersteht.

## Entstehung
Vor Akira schuf Katsuhiro Otomo bereits zwei andere Serien mit ähnlichem Inhalt. Im ab 1979 erschienenen Der Feuerball geht es um junge Freiheitskämpfer, die versuchen jemanden zu retten, der von der Regierung für Experimente mit seinen psychischen Fähigkeiten missbraucht wird. Die Geschichte endet damit, dass der zu Rettende einen zerstörerischen „Feuerball“ verursacht. Möglicherweise inspiriert wurde die Geschichte von Alfred Besters The Demolished Man von 1953. In Das Selbstmordparadies aus den Jahren 1980 und 1981 verwendet Otomo dieses Motiv erneut und wurde für das Werk mit dem Science Fiction Grand Prix ausgezeichnet.
Als Vorbilder für seine Serie gab Otomo Romane von Seishi Yokomizo an. Diese befassen sich mit „neuen Rassen“ von Menschen, die an eine feindliche Umwelt angepasst sind. Die den Cyberpunk begründende Neuromancer-Trilogie von William Gibson kannte Otomo nicht, der erste Band Neuromancer erschien erst ein Jahr nach Beginn von Akira in Japan. Weitere von Otomo genannte Vorbilder sind der Film Star Wars, die Comics von Jean Giraud, und die Mangaserie Tetsujin 28-gō.
Der später bekannt gewordene Manga-Zeichner und Regisseur Satoshi Kon war als nicht genannter Assistent an der Entstehung von Akira beteiligt.

## Stil
Ōtomos Stil ist stark von französischen und amerikanischen Künstlern beeinflusst, wie Mœbius. Als einer der ersten verwendete er einen realistischeren Stil mit kleinerer Darstellung der Augen. Eine bis dahin im Manga vorherrschende pathetische Übertreibung und karikaturhafte Reduzierung wurde durch einen Hyperrealismus ersetzt, so Andreas C. Knigge. Die Dynamik seiner Zeichnungen würden durch raffiniert eingesetzte Schraffuren verstärkt. Charakteristisch für den Manga nennt Jason Thompson die düster dargestellte urbane Zukunft, detaillierte Darstellungen der Stadt und Maschinen, ständig eskalierende Gewalt und eine realistische Darstellung der Figuren.

## Veröffentlichungen
Akira erschien in Japan vom 20. Dezember 1982 bis 25. Juni 1990 in 120 etwa 20 Seiten langen Einzelkapiteln im Manga-Magazin Young Magazine des Kodansha-Verlags. 1987 und 1988 pausierte die Serie, da Katsuhiro Otomo mit der Arbeit an der Verfilmung beschäftigt war. Bei ihrer Fertigstellung umfasste die Serie fast 2200 Seiten, die zwischen 1984 und 1993 in sechs Sammelbänden zusammengefasst wurden. Im Juni 1995 erschien mit Akira Club (ISBN 4-06-330003-X) ein Buch mit allen 120 Akira-Titelbildern und bis dahin nicht veröffentlichten Skizzen.
Der Manga gelangte von Japan zunächst in die USA, wo er für die westliche Leserichtung gespiegelt wurde. Dies machte zahlreiche Änderungen notwendig, die Otomo bzw. sein Studio teils selbst ausführte. So wurden zunächst in Japan Sprechblasen und Beschriftungen entfernt sowie die darunter liegenden Zeichnungen komplettiert und dann die Seiten gespiegelt. Einzelne Seiten wurden in der Originalausrichtung belassen, wenn dies möglich und dem Lesefluss zuträglich war. Einige der Texte in den Bildern wurden auch komplett entfernt, da sie sonst gespiegelt zu lesen wären – andere wurden trotz Spiegelung beibehalten. Danach wurden die ursprünglich schwarz-weiße Serie durchgehend von Steve Oliff und Olyoptics in den USA koloriert, nach Farbgebungsvorlagen von Otomo und mit neuartiger computergestützter Technik, die Farbverläufe erlaubte. Otomo war es auch, der Steve Oliff für diese Aufgabe auswählte. Die Farbpalette orientierte sich am Film: Die Serie sollte so weit wie möglich dem amerikanischen Comicgeschmack angepasst werden und wie eine einheimische Produktion wahrgenommen werden. Der Text wurde bereits bei Kōdansha ins Englische übersetzt, dann in den USA an die amerikanische Umgangssprache angepasst und erneut in Japan Korrekturgelesen. 1988 begann Epic Comics, ein Imprint von Marvel Comics, diese Version in den USA zu veröffentlichen, die 1995 abgeschlossen war. Eine originalgetreue Fassung erschien 2000 bis 2002 bei Dark Horse. In Frankreich und Belgien orientierte sich die erste Veröffentlichungsform 1990, die auf Grundlage der amerikanischen Fassung erstellt wurde, an den dort üblichen Alben, sodass die Serie in elf Hardcoverbänden zu je 200 Seiten erschien. Auch in Italien und Spanien erschien im gleichen Jahr eine bearbeitete Fassung von Akira, die auf der US-Version basierte. Auch in Japan erschien die kolorierte US-Fassung als All Color Kokusaiban Akira (オールカラー国際版AKIRA, dt. „internationale Farbversion Akira“) in 12 Bänden zwischen 1998 und 1996, sowie in sechs Bänden Sōtennenshoku Akira (総天然色AKIRA, dt. „komplett natürliche Farben Akira“) in den Jahren 2003 und 2004.
Die bearbeitete US-Fassung wurde vom Carlsen Verlag übernommen und von April 1991 bis Januar 1996 in Deutschland veröffentlicht, wobei die Anzahl der Bände durch eine neue Aufteilung auf 19 erhöht wurde. Der ebenfalls erschienene Band 20 gehört nicht zur eigentlichen Serie, sondern beinhaltet ein Skizzenbuch mit Entwürfen. Akira stellt damit die erste komplett auf Deutsch erschienene Manga-Serie dar. Die großformatige, aufwändig gestaltete Umsetzung mit einem Preis von 30 DM pro Band richtete sich jedoch eher an Sammler und Liebhaber. Von Juli 2000 bis August 2001 brachte Carlsen Akira noch einmal auf den Markt, dieses Mal in einer „werkgetreueren“ Ausgabe in sechs schwarz-weißen Bänden, aber immer noch in westlicher Leserichtung. Ende Dezember 2016 erschien eine auf 1991 Stück limitierte Komplettbox mit den sechs Softcover-Bänden in der komplett kolorierten Fassung mit westlicher Leserichtung bei Carlsen Manga.

## Anime
1988 kam in Japan eine Anime-Verfilmung der Serie in die Kinos. Bei der Produktion führte Katsuhiro Otomo selbst Regie und schrieb das Drehbuch. Die Handlung ist im Film stark gestrafft und bringt durch einen anderen Verlauf als im Manga viele Figuren in einen neuen Zusammenhang.
Der Film kam auch in den USA, Deutschland und anderen Ländern in die Kinos und war der erste Anime, der in westlichen Ländern auch bei einem erwachsenen Publikum großes Interesse fand. Vor allem in den USA hatte der Film großen Erfolg und führte dort zu einem stetig wachsenden Interesse an Manga und Anime. Er gilt als einer der wesentlichen Auslöser des ersten Anime- und Manga-Booms der 1990er Jahre.

## Realverfilmung
2002 erwarb Warner Brothers die Filmrechte an Akira. 2008 wurde bekannt gegeben, dass auch Appian Way Productions, die Produktionsfirma des Schauspielers Leonardo DiCaprio, an einer Umsetzung des Mangas beteiligt sein solle. Geplant waren zwei zusammenhängende Kinofilme, die die gesamte Handlung des Mangas abdecken sollten. Im Anime wurde damals nur knapp die Hälfte des Mangas umgesetzt. Jeder Film sollte den Inhalt von drei Manga-Bänden behandeln, die Handlung soll allerdings nach „New Manhattan“ verlegt werden. Als Regisseur war zunächst Ruairí Robinson angekündigt, zusammen mit Gary Whitta als Drehbuchautor. Nachdem aber Ruairi Robinson im Frühjahr 2010 absprang, wurden kurze Zeit später an seiner statt die Brüder Allen Hughes und Albert Hughes verpflichtet. Das Drehbuch von Gary Whitta wurde in dieser Zeit von Mark Fergus und Hawk Ostby überarbeitet. Letzten Endes musste aber auch diese Drehbuchversion nochmals von Albert Torres überarbeitet werden, so dass man mit diesem Skript die Vorproduktion starten wollte. Im Januar 2012 gab der Hollywood Reporter bekannt, dass die Arbeiten an der Realverfilmung durch Warner Brothers vorerst eingestellt worden sind. Verantwortlich hierfür sei in erster Linie eine finanzielle Neuorientierung bei den Produktionskosten. Zudem bestünden Unstimmigkeiten wegen der aktuellen Version des Drehbuchs. 2025 liefen die Rechte von Warner Brothers aus und fielen zurück an den japanischen Rechteinhaber Kodansha, womit das Projekt gescheitert war.

## Analyse und Interpretation
Mio Bryce und Jason Davis nennen Akira ein charakteristisches Beispiel der Science-Fiction-Mangas der 1980er und 1990er Jahre, die meist die Verschmelzung von Menschen und Technik thematisieren. Die Serie zeige Leben und Handeln von Akteuren miteinander wettstreitender gesellschaftlicher Gruppen wie Militär, Religionen, Banden und Revolutionären. Die Handlung ist um die Grundidee von Menschen mit übernatürlichen Kräften, insbesondere Psychokinese, aufgebaut. Im Vordergrund stehen jedoch die Entwicklung der Charaktere, soziale Konflikte und politische Machenschaften, so Brad Brooks und Tim Pilcher. Andreas C. Knigge nennt das Infragestellen des damals in Japan vorherrschenden Leistungsprinzips und den Wunsch nach mehr individuellem Freiraum durch viele Jugendliche ein Hauptthema der Serie.
Susan J. Napier nennt die Mutation und Verwandlung ein Motiv, das das Werk der Postmoderne zuordnen lässt, in der Identität stetige Veränderung sei. Auch sieht sie es als Angriff auf das japanische Establishment, da Otomo die japanische Kultur – vor allem die Schule und den Fortschrittsdrang – satirisch behandle. Die in Akira auf den Straßen ziellos umherfahrenden Motorradbanden seien ein Symbol für die Sinnlosigkeit der Suche nach Selbsterkenntnis. Ein weiteres Thema sei Verlust, da viele Figuren Waisen sind oder keinen Sinn für Vergangenes haben. Der Nihilismus, der sich in der Grundstimmung des Werks ausdrückt, identifiziert Napier als ein damals in der japanischen Kultur verbreitetes Thema. Tetsuos Rolle als Herrscher im Verlauf der Geschichte nennt sie eine erfolgreiche Umkehrung der Verhältnisse, war er zu Beginn doch noch ein unbedeutender Mensch.
Jenny Kwok Wah Lau schreibt in Multiple Modernities, Akira sei ein direkter Auswuchs von Krieg und Nachkriegsleben. Die Atombombenabwürfe auf Hiroshima und Nagasaki und die ökonomischen Probleme der Überbevölkerung stellten Hintergrund und Motive der Handlung dar. Thema des Werks seien das Wesen der Rebellion der Jugend gegen die Autorität, Kontrolle, das Aufbauen einer Gesellschaft und die Transformation während des Erwachsenwerdens. Letzteres wird vor allem durch die Mutationen und Verwandlungen der Figuren repräsentiert. Jaqueline Berndt vergleicht Akira mit Coppelion, das 30 Jahre später im gleichen Magazin erschien. In beiden Serien geht es vor einem postapokalyptischen Hintergrund um Jugendliche, die von autoritären Erwachsenen ausgenutzt werden. Die apokalyptische Bedrohung in Akira ist eine durch mutierte Menschen symbolisierte Zerstörungskraft von Atomwaffen – in Coppelion werden Atome selbst anthropomorph dargestellt. Auch enthalte die jüngere Serie im Gegensatz zu Akira niedliche Darstellungen und sei an ein jüngeres Publikum gerichtet. Die Handlung vermittle das Lebensgefühl der japanischen Jugend, die sich in den Achtzigerjahren gegen die rigide Leistungsgesellschaft aufzulehnen begann, so Andreas C. Knigge. Die Interpretation der Orgie der Zerstörung als Allegorie auf Hiroshima dagegen hat Otomo selbst zurückgewiesen.

## Erfolg, Rezeption und Bedeutung
Der Manga gewann 1984 den Kodansha-Manga-Preis in der Kategorie „Allgemeines“. Das später veröffentlichte Artbook verkaufte sich innerhalb eines Monats mit einer Auflage von 500.000 Exemplaren. 1993 wurde die amerikanische Ausgabe mit dem Harvey Award ausgezeichnet und wurde in den USA zum Verkaufserfolg. Die amerikanische Fassung war zudem der erste Comic, die die Möglichkeiten von computergestützter Koloration in großem Umfang nutzte.
Als erste Mangaserie war Akira auch in den USA erfolgreich. Das Thema und die Stimmung von Akira habe damals genau den Zeitgeschmack in Amerika getroffen, stellt Frederik L. Schodt fest. Auch die Veröffentlichung des Films in den USA habe dem Verkauf des Comics geholfen. Dennoch war die Veröffentlichung zeitweise nicht erfolgreich genug, sodass es in den USA in den 1990er Jahren lange Pausen bis zur Veröffentlichung des nächsten Bandes gab. Miriam Brunner schreibt den Erfolg ebenso der Vermarktung zusammen mit der Anime-Verfilmung zu. Durch die colorierte US-Fassung sei der Manga dem Anime ästhetisch noch mehr angenähert worden. Für die Zuschauer des Animes war der Manga Vorgeschichte, Fortsetzung, Erläuterung und Adaption des Films in einem. Sie suchten den Manga, nachdem sie den Film besucht hatten, und lasen nach Akira oft auch weitere Manga-Serien, worauf sich eine beginnende Vermarktung von Mangas in den USA aufbauen konnte. Jason Thompson nennt Akira einen der bedeutendsten Mangas der 1980er Jahre, der viele nachfolgende Werke beeinflusst habe. Helen McCarthy nennt den Manga mit seiner Kombination von Science Fiction, politischem Thriller, Action, Abenteuer und Betrachtungen zum Zustand der Welt ein wirklich bemerkenswertes Werk, das weltweit Beachtung erfahren habe. Laut Paul Gravett legten Intensität und Genauigkeit von Katsushiro Otomos grafischer Erzählweise […] die Messlatte für die Ausdrucksfähigkeit des Mangas höher. Im Westen sei der Manga auch deswegen gut angekommen, weil er als Teil des Cyberpunk-Trends wahrgenommen wurde. Die Veröffentlichungen waren auch außerhalb der USA und Deutschlands erfolgreich und führten zu weiteren Lizenzierungen von Manga-Serien, so in Frankreich durch den Verlag Glénat 1991.
Auch in Deutschland knüpfte die Veröffentlichung des Mangas vermutlich aus vermarktungsstrategischen Gründen an die des Animes an. Die Serie wurde, als erster Manga in Deutschland, ein Erfolg. Eine breite Leserschaft konnte, anders als bei späteren Veröffentlichungen wie Dragonball oder Sailor Moon jedoch noch nicht erreicht werden. Laut Miriam Brunner war die Serie jedoch der erste Schlüssel zum Vermarktungserfolg [von Manga] im Westen. In 1001 Comics, die Sie lesen sollten, bevor das Leben vorbei ist nennt Andreas C. Knigge die Serie einen monumentalen Science-Fiction-Epos und Auslöser des Manga-Booms in Europa und Amerika. Bereits das erste Kapitel, so Knigge, sei wie ein atemloser Spuk und das Werk als solches eine ästhetische Erneuerung der Gattung. Diese Annäherung des Stils an westliche Ästhetik habe der Serie zu Erfolg in der westlichen Welt verholfen. Kai Müller nennt die Serie in seiner Kritik im Tagesspiegel 2011 ein beklemmendes Märchen von Kindern mit übernatürlichen Energieressourcen, ein modernes Drama vom Zauberlehrling. Die Geschichte, die die Gefahr unkontrollierten Fortschritts thematisiere und die Kritik an der japanischen Gesellschaft sei, gerade vor dem Hintergrund der Nuklearkatastrophe von Fukushima 2011. Die zeitgenössische Kritik in Comicmagazinen war gespaltener. So wurde im Rraah! 1991 zwar der internationale Erfolg berichtet, zugleich aber die viele Gewalt kritisiert.
Für Otomo persönlich bedeutete der Erfolg der Serie und insbesondere der Filmadaption, dass er sich von da an verstärkt dem Wirken an Animes statt an Mangaserien widmete. Otomos Einsatz von Schraffuren wurde bald von anderen Zeichnern in Japan aufgegriffen. Akira hatte großen Einfluss auf die nachfolgende Generation von Mangaka. So beeinflusste sie Masamune Shirow in seinen Serien Appleseed und Ghost in the Shell. Auch für Masashi Kishimoto, Autor der sehr erfolgreichen Serie Naruto, waren sowohl Manga als auch Anime Akira ein wichtiger Einfluss.